# Sondermarke 100 Jahre Verein Deutscher Ingenieure (VDI)
Die Briefmarken 100 Jahre Verein Deutscher Ingenieure (VDI) waren Sondermarken der Deutschen Bundespost Berlin aus dem Briefmarken-Jahrgang 1956.

## Historie
Der Verein Deutscher Ingenieure (VDI) wurde am 12. Mai 1856 in Alexisbad (Harz) gegründet.  Ein Jahrhundert später fand mit über 4000 Teilnehmern vom 12. bis 15. Mai 1956 die Jahrestagung des VDI mit Hundertjahrfeier in Berlin statt. Bei seiner Begrüßungsansprache bekräftige der damalige VDI-Vorsitzende Hans Schuberth die Entscheidung zur Durchführung der Feierlichkeiten in Berlin und nicht in Düsseldorf (seit September 1946 Sitz des VDI) mit den folgenden Worten:

„Wenn nun heute der VDI sein hundertjähriges Jubiläum in Berlin feiert, so nicht allein deshalb, weil er von 1856 bis 1946 hier seinen Sitz hatte; hier in Berlin treffen sich Ost und West, und hier wollen wir mit dem Gesicht nach Osten bekennen, daß wir nichts so sehr ersehnen wie eine Vereinigung, denn wir sind ja ein Verein Deutscher Ingenieure.“

Zahlreiche Vertreter von Staat, Wissenschaft und Wirtschaft beglückwünschten dem VDI vor Ort zum hundertjährigen Bestehen. Der damals regierende Bürgermeister von Berlin, Otto Suhr, bezeichnete die Wahl Berlins zur Durchführung der Feierlichkeiten als große moralische Freundschaftsbezeugung.
Die Deutsche Bundespost Berlin (Landespostdirektion Berlin) brachte anlässlich der Hundertjahrfeier die Sondermarken „100 Jahre Verein Deutscher Ingenieure (VDI)“ heraus.

## Gestaltung
Entworfen wurden von Alfred Goldammer zwei Briefmarken mit den Frankaturwerten 10 Pfennig und 20 Pfennig. Stecher des Motivs war Egon Falz. Das Motiv beider Briefmarken ist bis auf den Frankaturwert und die Hintergrundfarbe gleich. Es zeigt neben der üblichen Aufschrift Deutsche Bundespost Berlin das zum Zeitpunkt der Gestaltung und Ausgabe gültige VDI-Logo (ohne Wortmarke), die Jahreszahlen 1856 und 1956 sowie einen Lorbeerzweig. Der Lorbeer ist ein beliebtes Motiv auf Briefmarken und gilt als Symbol der Unvergänglichkeit. In einer Sonderausgabe zur Hundertjahrfeier des VDI bezeichnet die VDI-Zeitschrift vom 11. August 1956 die zwei Sonderbriefmarken als wohlgelungen.

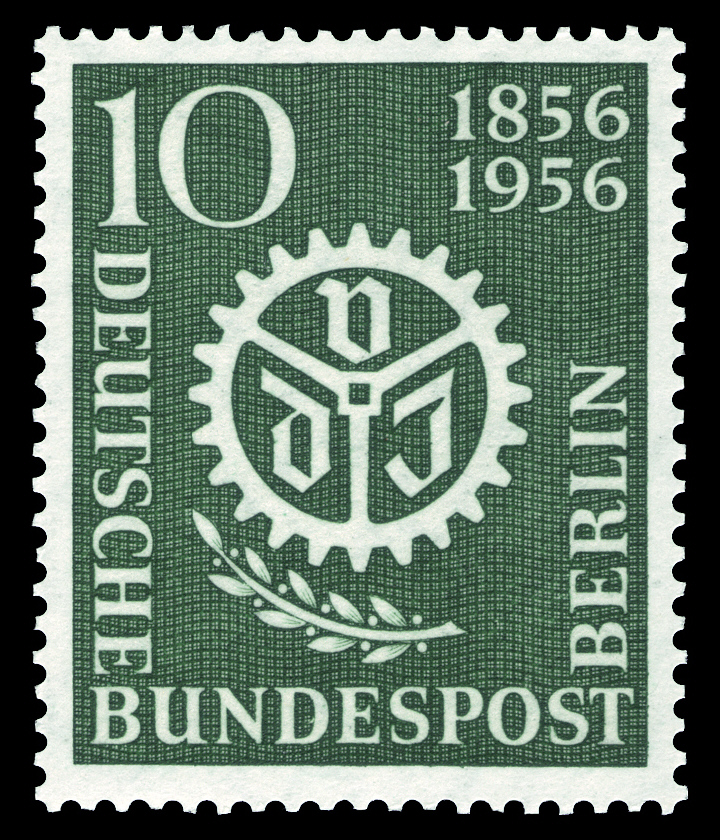
10 Pfennig (MiNr. 138)
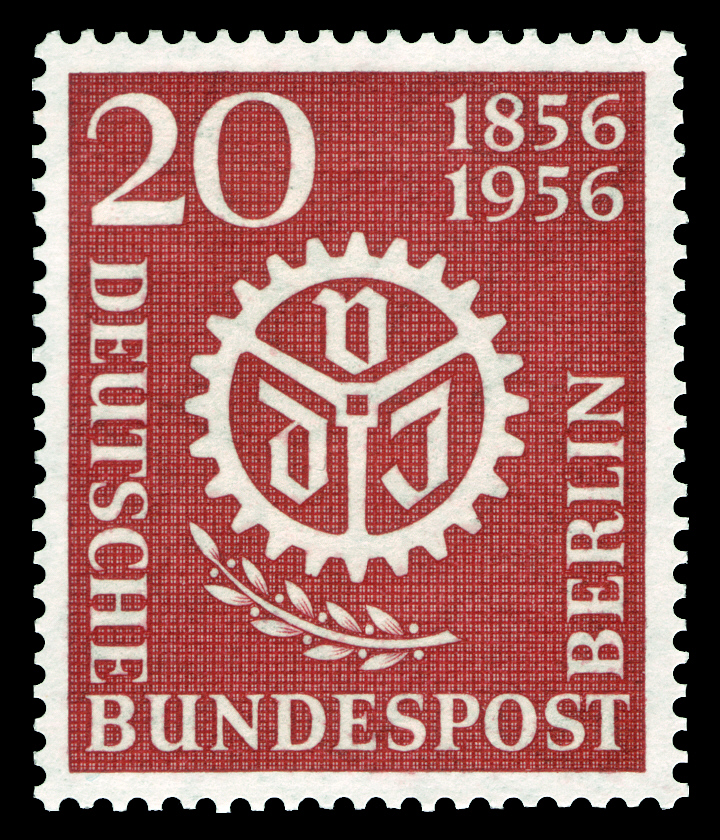
20 Pfennig (MiNr. 139)

Die Abmessungen beider Briefmarken betragen 27,5 mm (Breite) mal 32,8 mm (Höhe). Das Motiv ist sowohl in der Breite als auch in der Höhe etwa 4 mm kleiner. Der Durchmesser des VDI-Logos und die Länge des Lorbeerzweigs betragen jeweils etwa 15 mm. Die Briefmarken entstanden im Stichtiefdruckverfahren. Die Hintergrundfarbe der Briefmarken wird als schwarzgrün (10 Pfennig) bzw. dunkelbräunlichrot (20 Pfennig) definiert. Die Perforation wurde mittels Kammzähnung realisiert. Die Schalterbögen (10 × 5 Briefmarken) wurden mit einem schmucklosen Bogenrand versehen, der lediglich den Reihenwertzähler, eine Bogenzählnummer sowie eine Formnummer enthielt. Aufgrund der bei den Sondermarken „100 Jahre Verein Deutscher Ingenieure (VDI)“ auftretenden Formnummern 1, 2, 3 und 4 ist von der Verwendung des Vierformendrucks auszugehen.

## Ausgabe

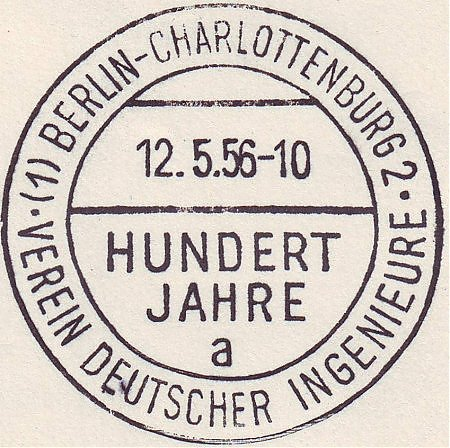
Ersttags-Sonderstempel der Briefmarken-Versandstelle Berlin-Charlottenburg 2

Der Ersttag der Briefmarken „100 Jahre Verein Deutscher Ingenieure (VDI)“ war der 12. Mai 1956. Der Ersttag fällt damit genau auf das damals 100 Jahre zurückliegende Gründungsdatum des VDI vom 12. Mai 1856. Die Briefmarken-Versandstelle Berlin-Charlottenburg 2 nutze mehrere Ersttags-Sonderstempel zur Entwertung der Sondermarken am ersten Gültigkeitstag, die sich anhand eines Buchstabens unterscheiden lassen. Auch wurden für den Anlass besonders gestaltete Schmuck-Ersttagsbriefe und -karten herausgegeben und von der Briefmarken-Versandstelle Berlin-Charlottenburg 2 entwertet.

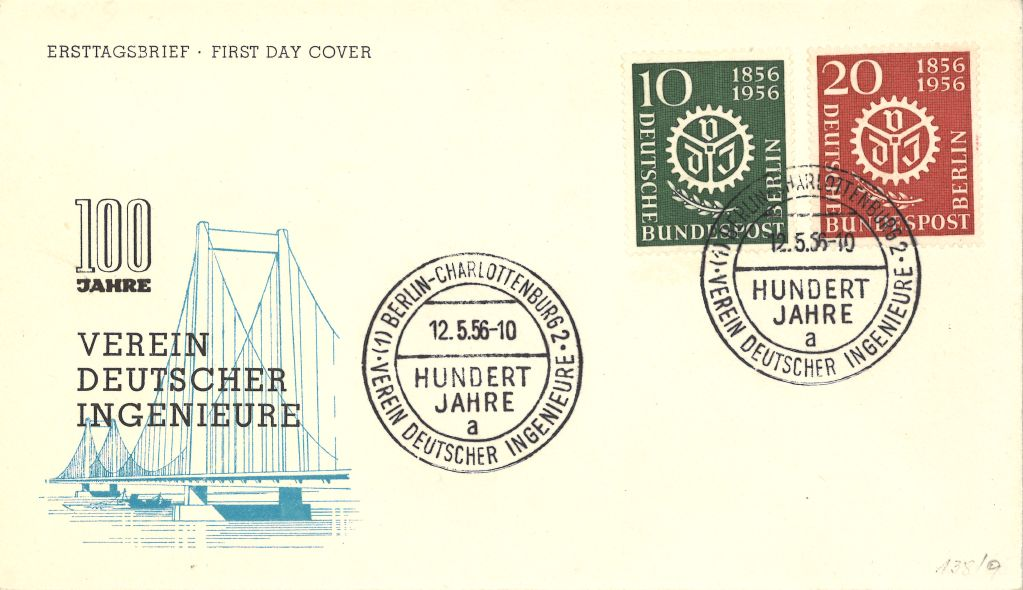
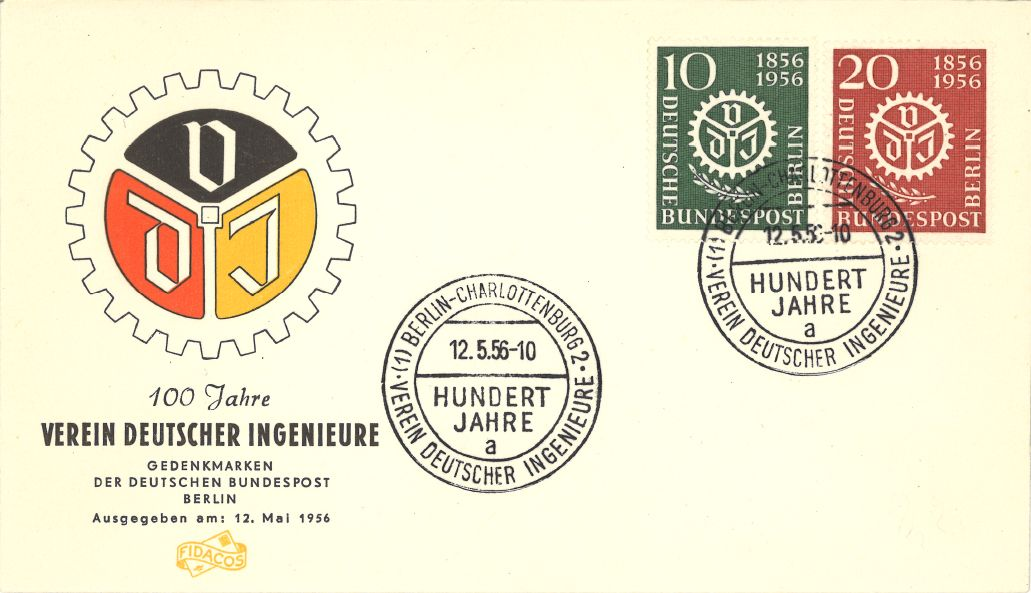
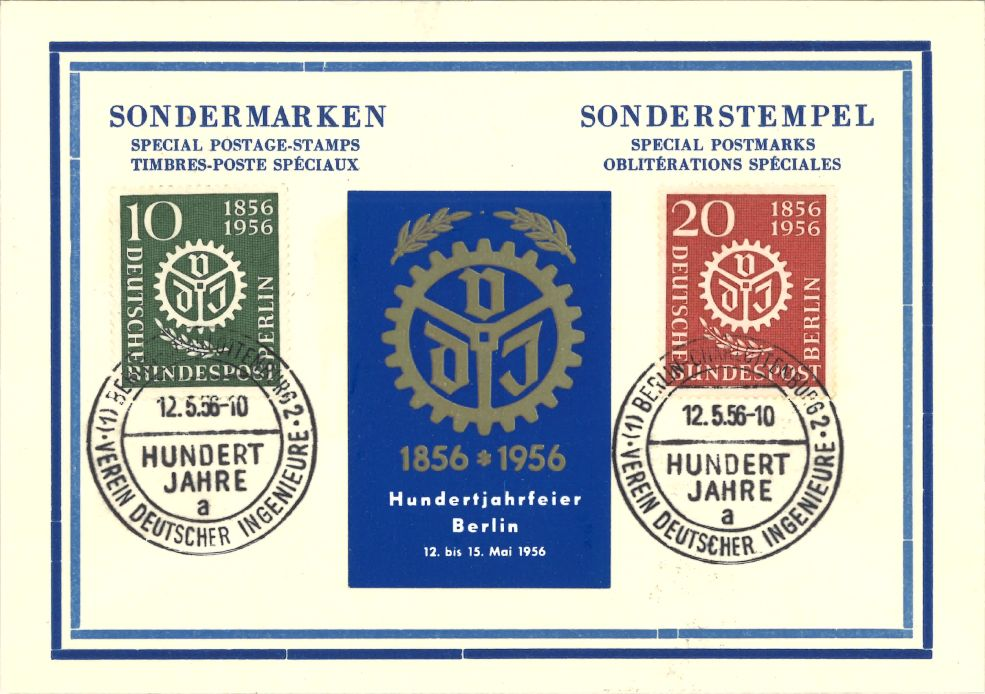
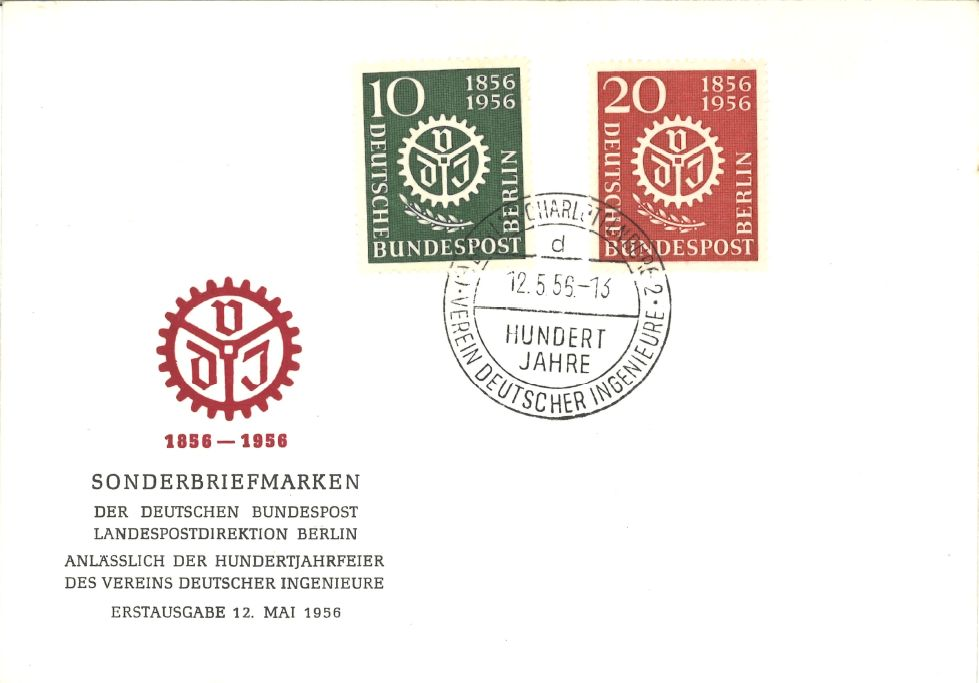

Ein amtliches Ersttagsblatt (1956, Nr. 4) wurde von der Landespostdirektion Berlin herausgegeben und von der Briefmarken-Versandstelle Berlin-Charlottenburg 2 entwertet. Das Ersttagsblatt umfasst neben den beiden Sondermarken und einigen Hintergrundinformationen auch den folgenden Text:

„Der Verein Deutscher Ingenieure (VDI) wurde am 12. Mai 1856 in Alexisbad im Harz von 23 jungen Ingenieuren mit dem Ziel gegründet, die geistigen Kräfte der deutschen Technik zum Wohl der vaterländischen Industrie zusammenzuschließen. Heute gehören ihm 32.000 Mitglieder an. Tausende seiner zumeist ehrenamtlichen Mitarbeiter stellen die Verbindung zwischen Wissenschaft und Praxis her, verkürzen den Weg eines wissenschaftlichen Ergebnisses in den Betrieb und machen die in der Praxis gewonnenen Erkenntnisse zur Grundlage wissenschaftlicher Bearbeitung. Durch seine Mitglieder in 21 europäischen und 31 außereuropäischen Staaten sowie durch seine Zusammenarbeit mit nationalen und internationalen Ingenieur-Vereinigungen stärkt der VDI das Ansehen der deutschen Technik in aller Welt und schafft auf fachlicher Grundlage auch menschliche Beziehungen.“

Die Sondermarken „100 Jahre Verein Deutscher Ingenieure (VDI)“ waren wie alle Briefmarken von West-Berlin auch in der Bundesrepublik gültig. Der letzte Tag der Gültigkeit war der 31. Dezember 1957.